# ریلک ۹۸۳۳
سیارک ۹۸۳۳ (به انگلیسی: 9833 Rilke، نامگذاری:1982DW3) نه هزار و هشتصد و سی و سومین سیارک کشف شده‌است که در ۲۱ فوریه ۱۹۸۲ کشف شد.
قدر مطلق سیارک برابر ۱۴٫۰۰ است.